# Baryt
Baryt (gr. baros – „ciężki”, chodzi o charakterystyczną dla barytu gęstość; dawniej także jako szpat ciężki, szpat boloński) – minerał z gromady siarczanów (siarczan baru).

## Właściwości

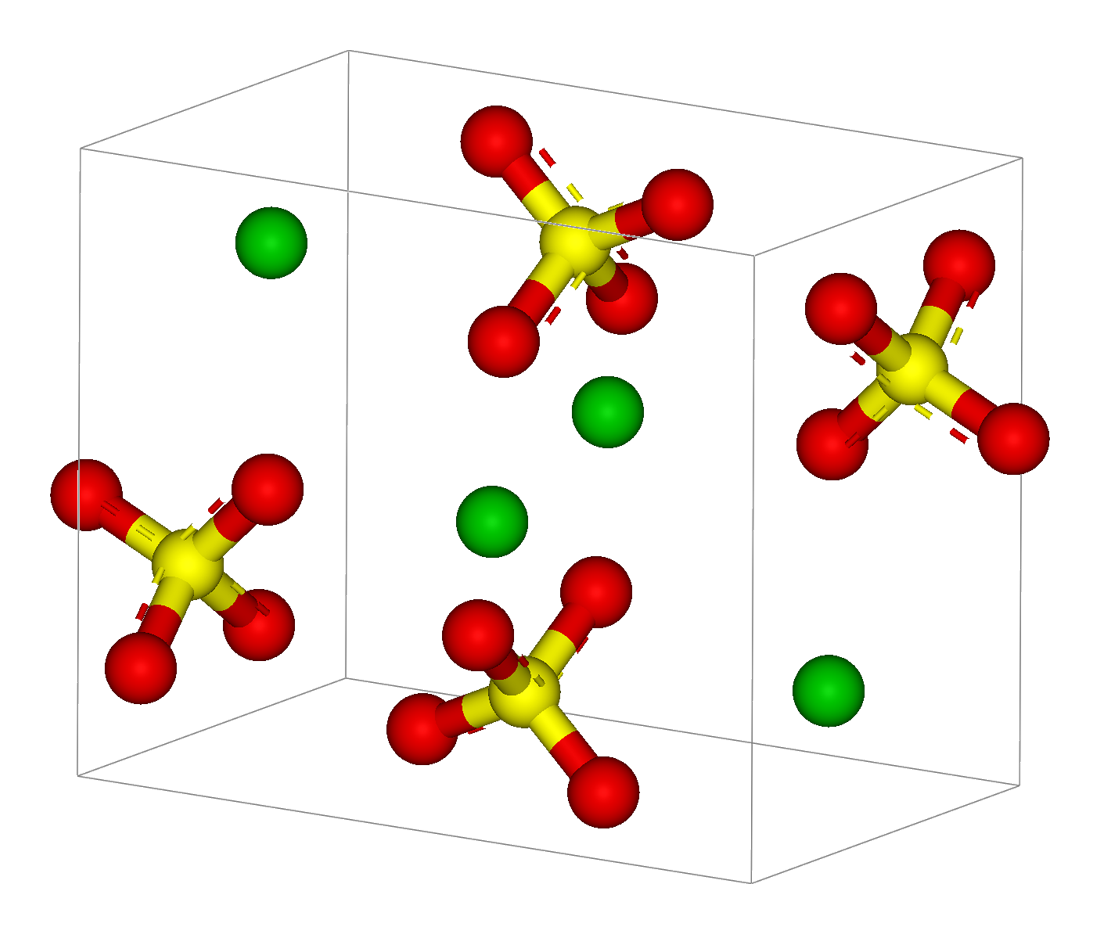
Struktura barytu

- kryształy o pokroju tabliczkowym, rzadko słupowe; skupienia książkowe, rozetkowe konkrecje (róże barytowe), pseudomorfozy[1]; skupienia mozaikowe, często zbite, ziemiste, ziarniste, włókniste, naciekowe, skorupowe[2][3];
- nierozpuszczalny w wodzie i kwasach[3];
- Dyspersja: 0,016
- Pleochroizm: wyraźny
- Luminescencja: w zakresie bliskiego UV świecenie białe, niebieskozielone i szare; w zakresie dalekiego UV świecenie bladozielone, białoróżowe, kremowobiałe i żółtozielone

Rozpuszcza się tylko w stężonym, gorącym kwasie siarkowym. Jest trudno topliwy.

## Występowanie
Minerał rozpowszechniony w żyłowych utworach hydrotermalnych niskich temperatur, konkrecje w skałach osadowych, w wyniku zmian metasomatycznych. Współwystępuje z takimi minerałami jak: galena, sfaleryt, chalkopiryt, piryt, fluoryt, kalcyt, kwarc, celestyn, siarka, syderyt, ankeryt czy cynober.
Miejsca występowania: USA (Kolorado, Dakota Południowa, Connecticut): duże i dobrze wykształcone kryształy, nadające się do szlifowania, Wielka Brytania (Kumbria, Kornwalia, Westmoreland), Niemcy (Schwarzwald, Hesja, Harz, Westfalia), Rosja (Ural, Kaukaz), Francja Masyw Centralny, Maroko, Japonia. 
W Polsce występuje w okolicach Boguszowa-Gorców, w rejonie Stanisławowa na Pogórzu Kaczawskim, w Górach Świętokrzyskich, w okolicach Machowa i Tarnobrzega, Lubina w Dolinie Kościeliskiej (Tatry).

## Konotacje historyczne
W 1630 roku pochodzący z Bolonii włoski szewc i alchemik Vincenzo Cascariolo badał występujące w okolicach miasta „kamienie”. W trakcie ogrzewania zauważył, że rozgrzany minerał emitował światło widoczne w ciemności. Badany minerał nazywano „kamieniem bolońskim”. Cascariolo nieświadomie otrzymał fosforescencyjny siarczek baru.
Niezwykłe „kamienie bolońskie”, dziś określane jako konkrecje barytowe, stanowiły przez długi czas ciekawostkę na miarę europejską. Temat ten został opisany przez wielu naukowców w XVII-wiecznych Włoszech, takich jak Galileusz, Licetiusz, Giulio Cesare La Galla czy Ovidio Montalbani.
Wspomniał o nich również Johann Wolfgang Goethe w swej wydanej w 1774 r. powieści „Cierpienia młodego Wertera”: Opowiadano mi o bolońskim kamieniu, który, jeśli się go położy w słońcu, przyciąga promienie słoneczne i chwilę w nocy świeci. Sam autor zapoznał się osobiście z tym minerałem podczas pobytu w Bolonii w trakcie swej włoskiej podróży w 1786 r. W notatkach z tej eskapady, wydanych później pt. „Podróż włoska” (oryg. „Italianische Reise”) pisał: Pojechałem konno do Paderno, gdzie wydobywa się tak zwany szpat boloński. Lepi się z niego małe babki, które po wyprażeniu i wystawieniu na działanie światła świecą w ciemności. Tutejsi mieszkańcy nazywają je po prostu fosfori. (…) Ku mojej wielkiej radości znalazłem tam duże ilości poszukiwanego przeze mnie szpatu (…). Większe i mniejsze okazy, które znalazłem, są jajowate, najmniejsze zaś przybierają niezbyt wyraźną formę kryształów. Najcięższy kawałek, jaki wpadł mi w ręce, waży siedemnaście łutów. W tej samej glinie znalazłem luzem doskonałe kryształy. (…) Spakowałem ponad osiem funtów tego szpatu.
Dopiero Humphry Davy w 1808 roku odkrył metaliczny bar, jednak w postaci bardzo zanieczyszczonej. Czysty metaliczny pierwiastek udało się otrzymać dopiero w 1901 roku.

## Zastosowanie

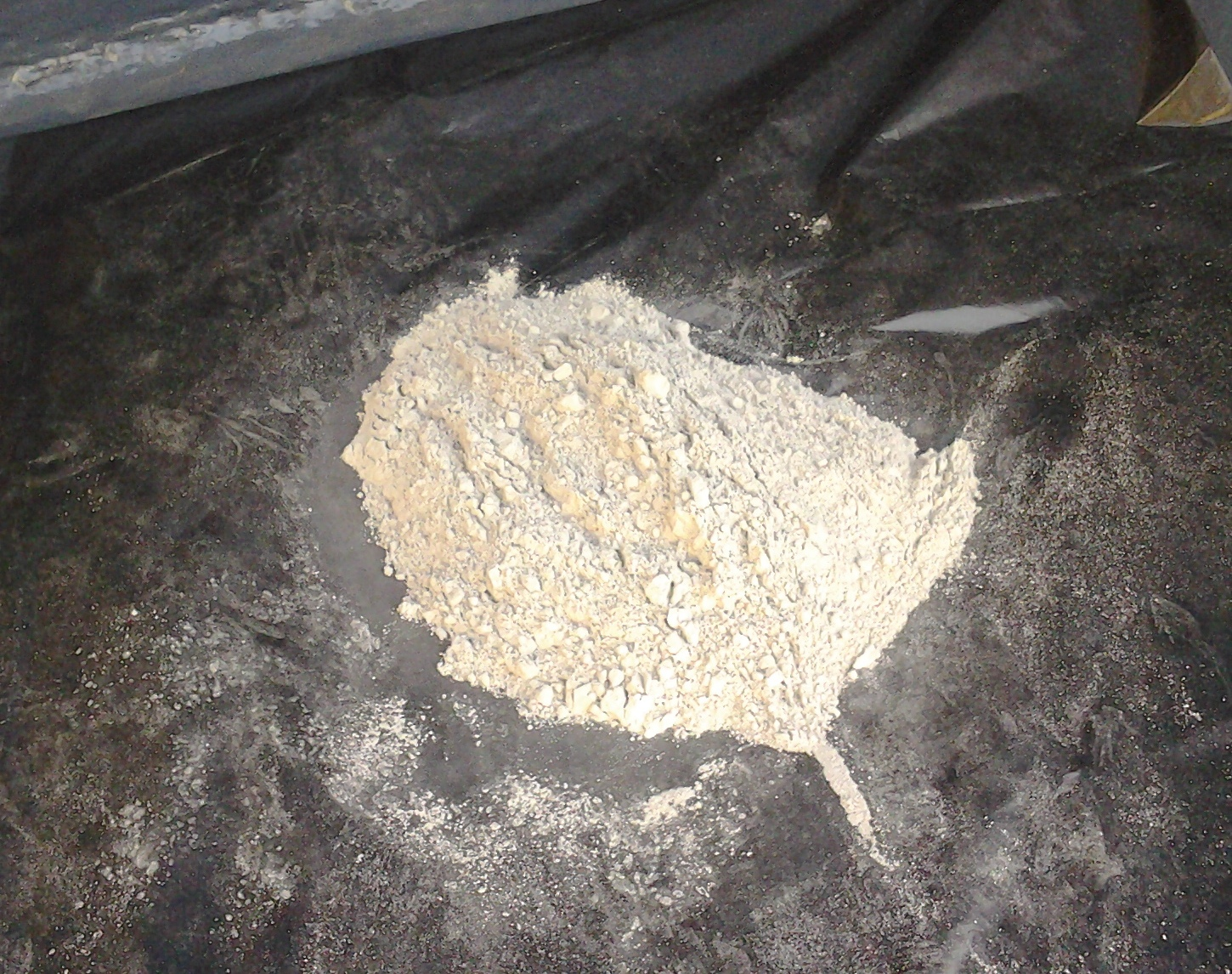
Sproszkowany baryt do sporządzania płuczki wiertniczej

- Baryt to podstawowy surowiec do produkcji baru metalicznego i jego związków.
  - Bar metaliczny jest wykorzystywany jako reduktor (odtleniacz) metali i silny getter – pochłaniacz gazów niezbędny w produkcji lamp elektronowych.
- Ze względu na znaczną gęstość i nietoksyczność stosowany jako dodatek obciążający do płuczek wiertniczych.
- W medycynie sproszkowany baryt, ze względu na pochłanianie przez niego promieniowania rentgenowskiego oraz na fakt, że nie wchłania się z przewodu pokarmowego, znajduje zastosowanie jako składnik środka cieniującego – papki barytowej w diagnostyce radiologicznej przewodu pokarmowego[6],[11].
- BaO stosuje się w przemyśle chemicznym i materiałów ogniotrwałych.
- BaCO3 – jako trutkę na gryzonie.
- BaO2 – wykorzystywany jest do otrzymywania tlenu, wody utlenionej[11] i jako zapalnik do aluminiowych materiałów termitowych.
- Wykorzystywany w przemyśle papierniczym i gumowym jako wypełniacz,
- w przemyśle włókienniczym, chemicznym,
- używany przy produkcji farb (biały pigment),
- w budownictwie – jako dodatek do ciężkiego betonu, barytobetonu, gdzie zastępuje kruszywo, np. żwir; używany do budowy osłon przed promieniowaniem

- W jubilerstwie stosowany jest rzadko ze względu na łupliwość i niską twardość. Znane są obrobione kamienie o masie od 50 do 300 ct pozyskiwane w Anglii – (spotykane są kryształy do 1 m długości) i Francji.

Na ogół jest używany w celach dekoracyjnych.
- ma duże znaczenie kolekcjonerskie.

## Galeria

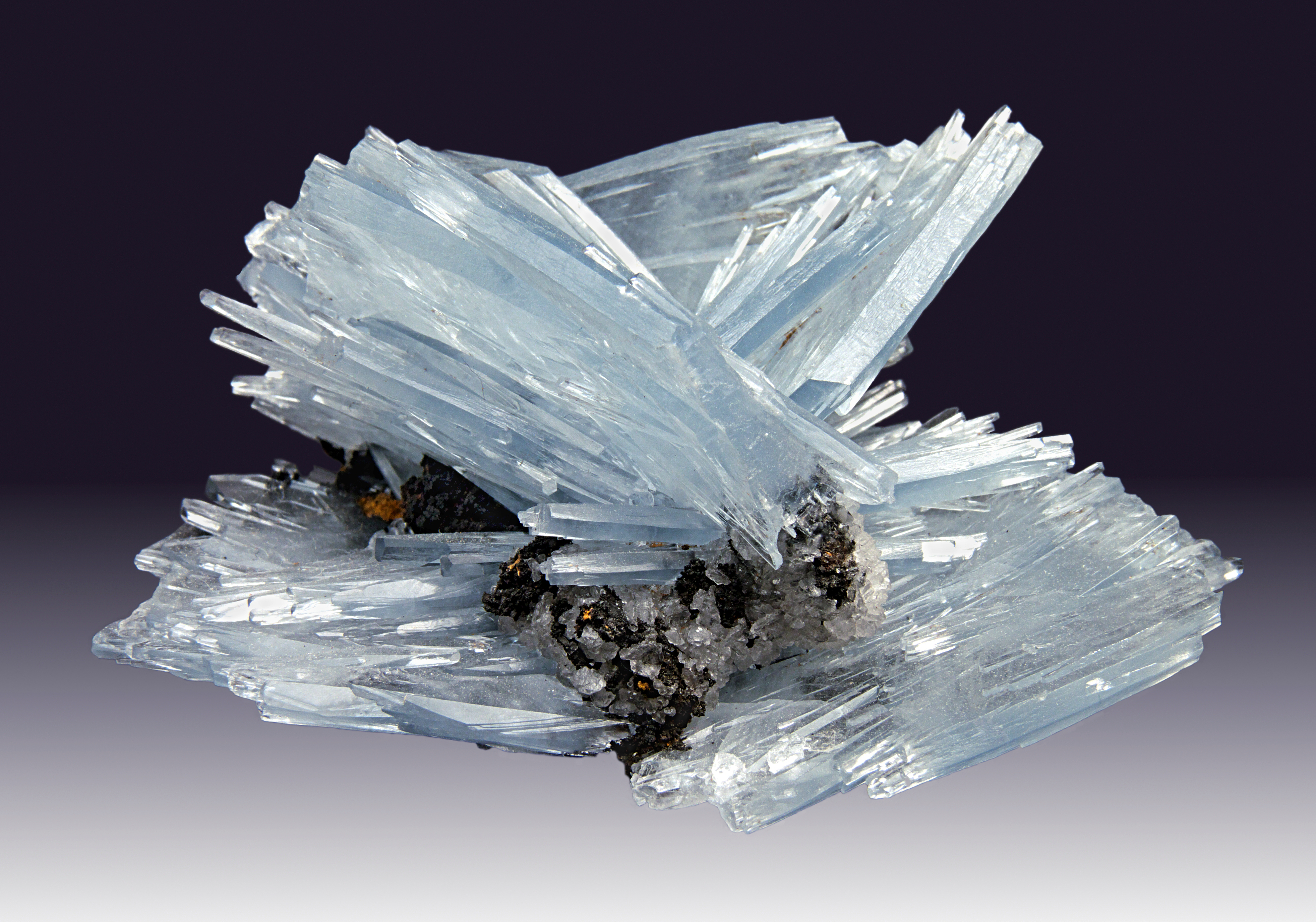
Niebieski baryt z Maroka
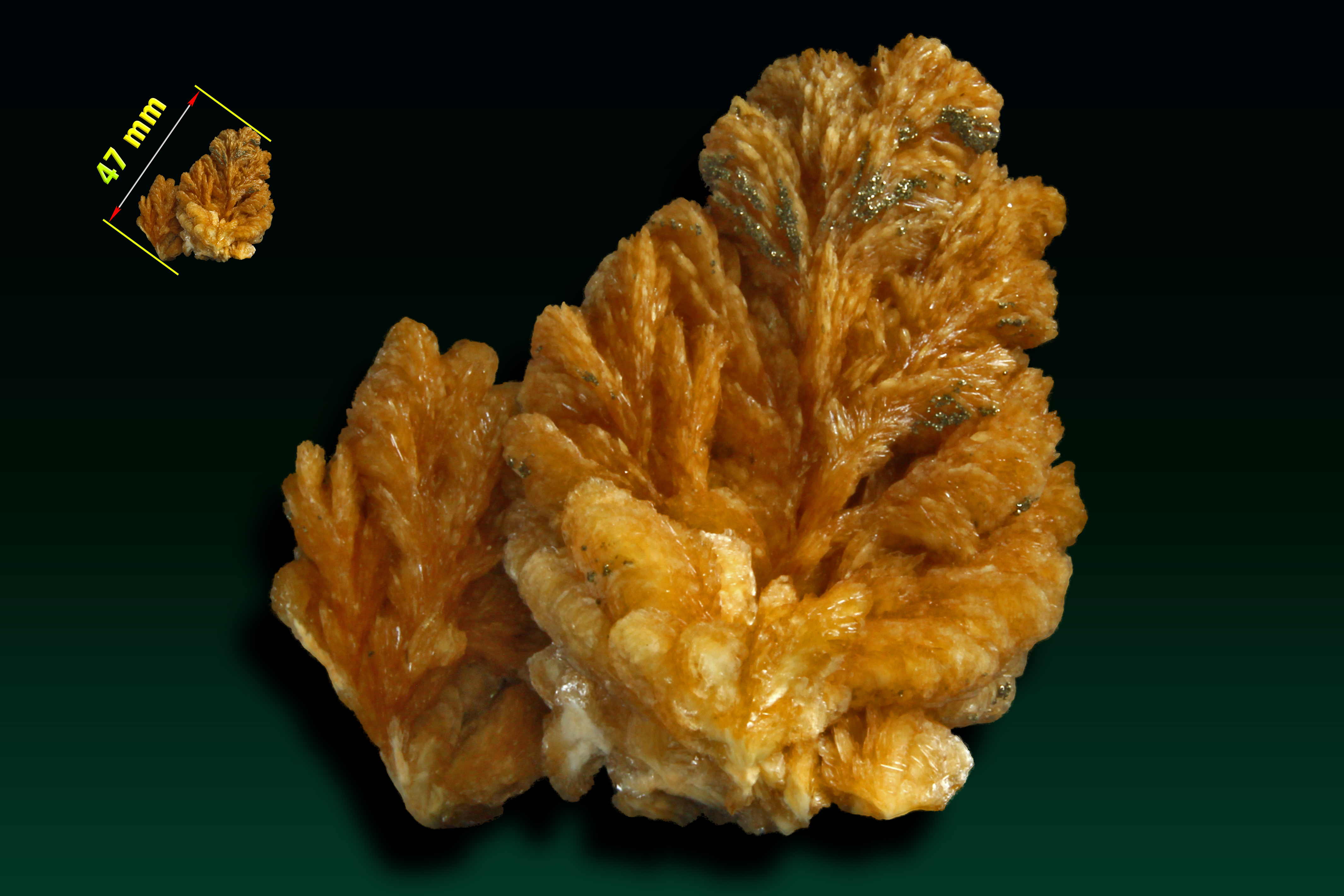
Baryt z pirytem - kopalnia Lubin, KGHM
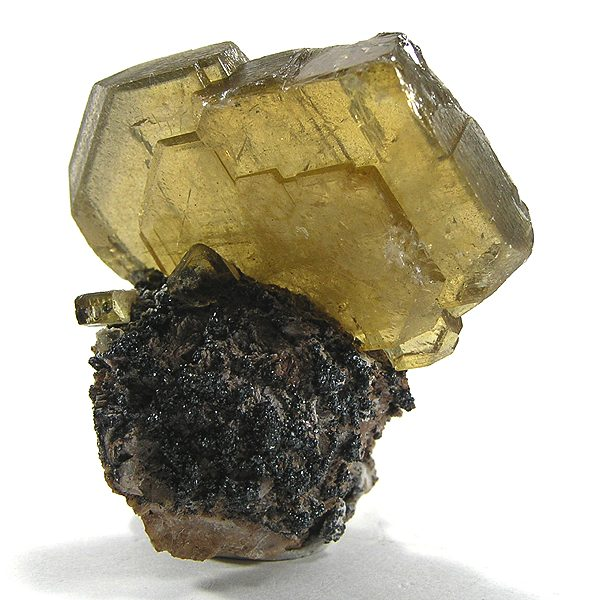
żółty baryt z Peru
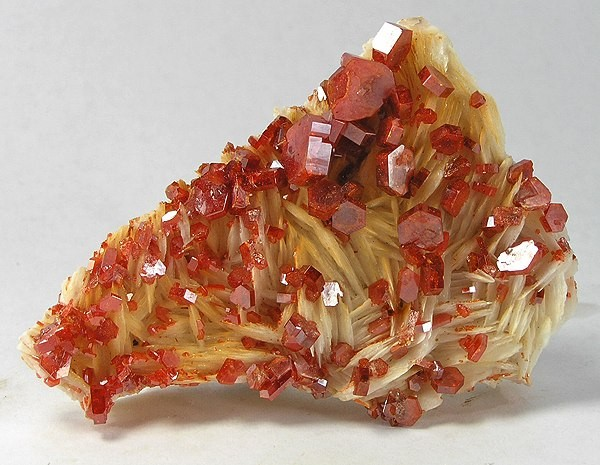
Wanadynit (czerwony) na barycie z Mibladen w Maroku
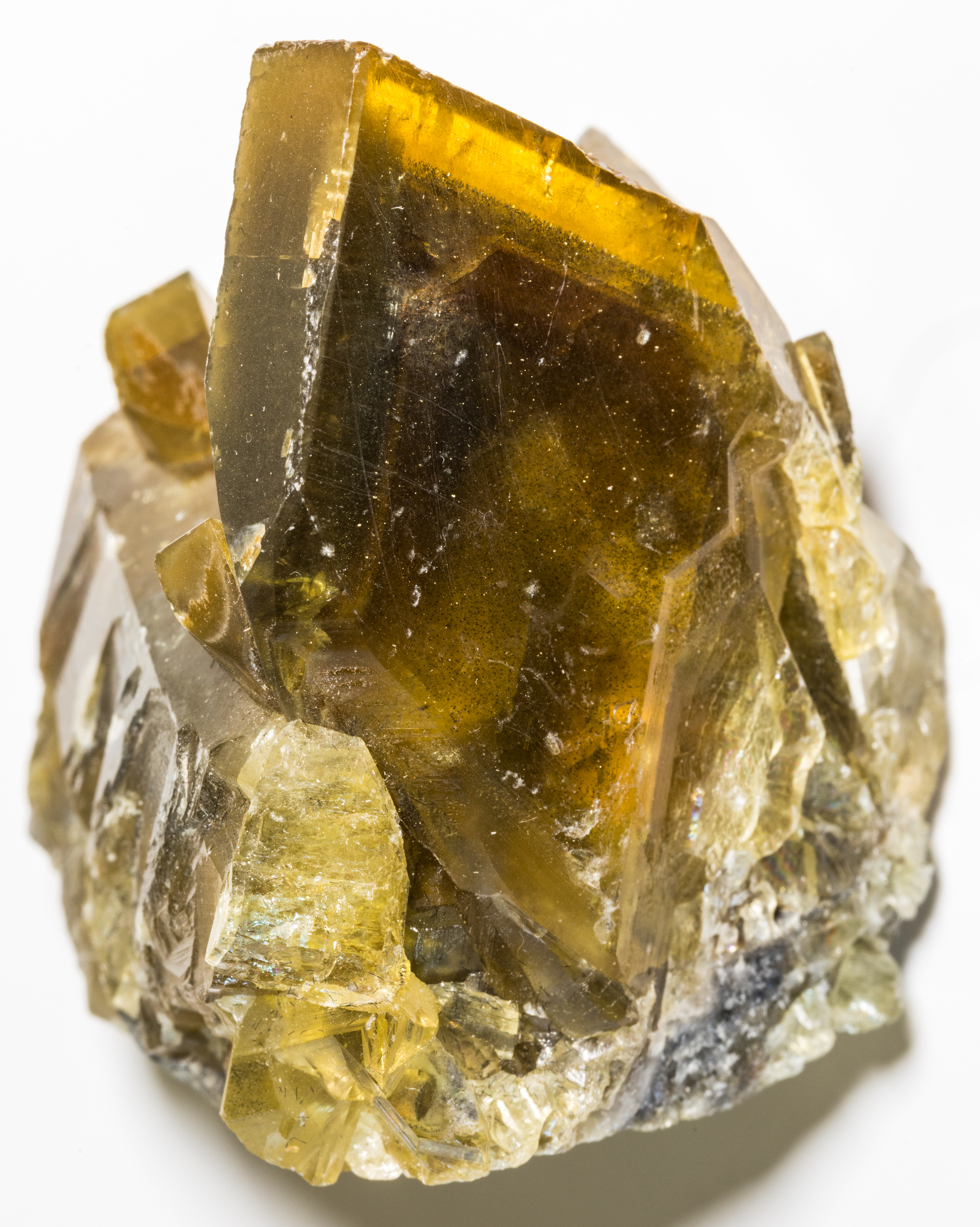
Złoty baryt z Sardynii we Włoszech
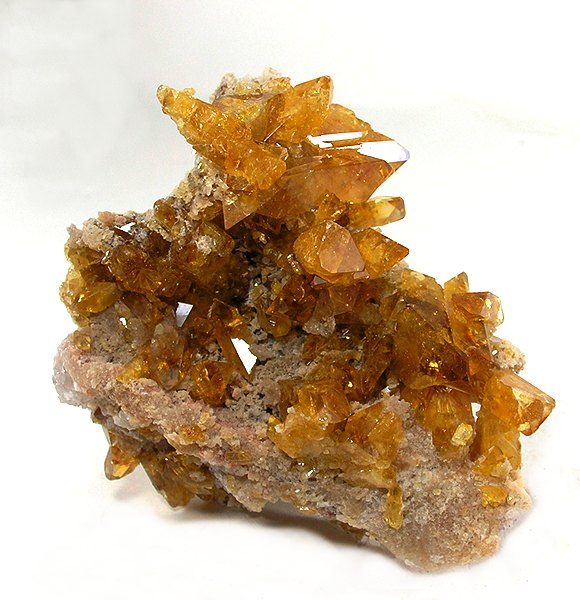
Okaz z Niemiec
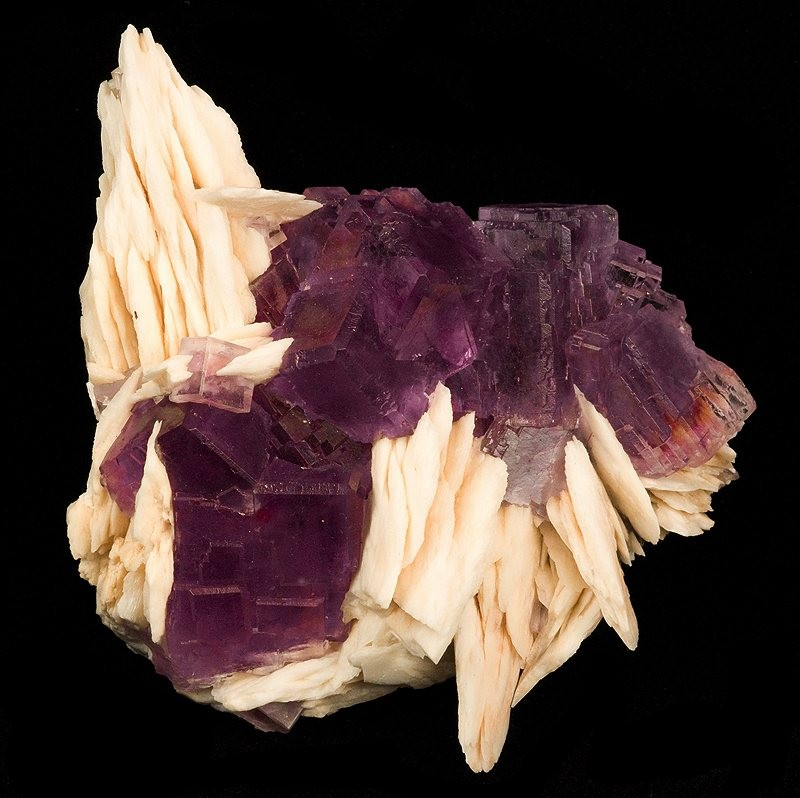
Fioletowy fluoryt z barytem z Berbes w Hiszpanii
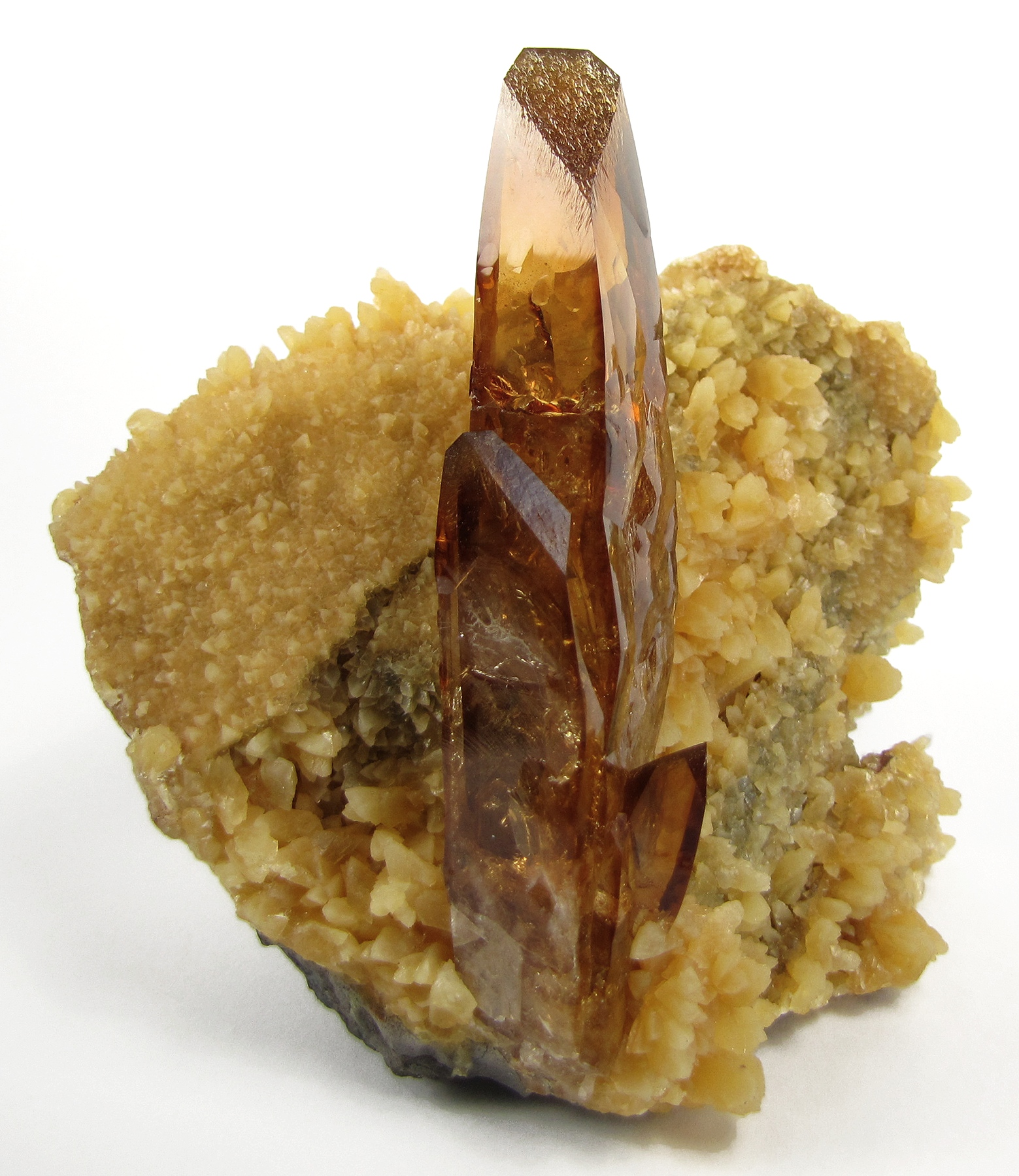
Baryt z kalcytem z Dakoty Południowej